# Spulerina isonoma
Spulerina isonoma är en fjärilsart som först beskrevs av Edward Meyrick 1916.  Spulerina isonoma ingår i släktet Spulerina och familjen styltmalar.
Artens utbredningsområde är Thailand. Inga underarter finns listade i Catalogue of Life.